# Setge de Làrida (800)
El setge de Làrida del 800 va ser una campanya militar dels carolingis contra la ciutat de Lleida, que havia estat ocupada pels musulmans durant gairebé un segle. La ciutat va ser ocupada i destruïda pels atacants, que també van saquejar la regió i van destruir diversos castells. Aquest setge es va fer en el marc de les guerres carolingis contra els musulmans a la península ibèrica, i va ser seguit per altres campanyes com la conquera de Barcelona i la revolta a Pamplona.

## Antecedents
Al segle v Barcino fou ocupada pels visigots d'Ataülf (any 415), provinents del nord d'Europa i hi van instal·lar la cort per un breu període. El 531 Amalric hi fou assassinat. Posteriorment al segle viii, fou conquerida pel valí al-Hurr ath-Thaqafí i s'inicià un període de gairebé un segle de domini musulmà amb el nom de Madínat Barxiluna.
La conquesta de Girona, el 785, i la conquesta de la franja de terres situades entre les comarques del Pla de Banyoles i l'Alt Segre van obrir el camí a l'atac a Barcelona, que havia restat més de 80 anys, almenys tres generacions nascudes i criades en un medi musulmà. La majoria de la població s'havia convertit, tret d'una minoria recalcitrant restava cristiana, a la qual, per la liberalitat musulmana, se li tolerava el culte i el seu regiment per governants indígenes.
L'Emirat de Còrdova estava en ple conflicte atès que al-Hàkam I estava lluitant contra les pretensions dels seus oncles Sulayman ibn Abd-ar-Rahman i Abd-Al·lah ibn Abd-ar-Rahman, que es van rebel·lar a la mort d'Hixam I, i el 798, Guillem de Tolosa, qui en nom de Lluís el Pietós coordinaria les operacions per conquerir ath-Thaghr al-Ala, va convocar la Dieta de Tolosa a la qual van assistir ambaixadors d'Alfons II d'Astúries i Bahlul Ibn Marzuq

## El setge
El 800, Lluís el Piadós va dirigir-se a Barcelona, doncs el valí Sadun ar-Ruayní, que havia estat molt compromès en la revolta d'Abd-Al·lah ibn Abd-ar-Rahman havia ofert la ciutat als carolingis, però es va desdir, i el Pietósi encara no se sentia prou fort per iniciar el setge, va dissimular les seves intencions i es va dirigir cap a l'oest passant el riu Llobregat (Rubricatus) que formava la frontera entre carolingis i omeies (francs i àrabs, cristians i musulmans) anant a assetjar Lleida a la riba del Segre. Després de pocs dies la ciutat fou ocupada i destruïda. No cal dubtar del saqueig de la ciutat i del considerable botí que es va obtenir. També foren ocupats diversos castells o fortaleses de la rodalia que Lluís va fer desmantellar.

## Conseqüències
Lluís el Piadós va reprendre el camí cap al nord en direcció a Aquitània seguint el riu Cinca, i es va acostar a Wasqa. Sembla que el valí Azam que nominalment se li havia sotmès, li va refusar tanmateix l'entrada (com havia fet el de Barcelona) i la regió d'Osca fou saquejada i alguns castell destruïts. Després va tornar a Tolosa on va passar l'hivern (800-801).
A finals de 800 es va reunir un enorme exèrcit amb tropes d'Aquitània, Bascònia, Borgonya i Gòtia i diversa maquinària de setge i van prendre Barshiluna. A més, es provoca una revolta a Pamplona que acaba amb la sobirania musulmana.
Els carolingis convertiren Barcelona en la capital del Comtat de Barcelona i la incorporaren a la Marca Hispànica, un territori que des d'Elna, passant per Girona, arribava fins a Barcelona. El territori conquerit tenia molts punts febles, perquè quedava molt poc defensat dels possibles contraatacs islàmics, partint de les terres d'Ath-Thaghr al-Ala, la frontera superior, organitzada a l'entorn de Saraqusta i la seva base avançada de Làrida. L'esquema políticoadministratiu es va organitzar a l'entorn de dues autoritats: el comte i el bisbe. Berà, fill de Guillem de Tolosa, va ésser nomenat primer comte de la ciutat.